# Cantone di Manosque-Sud-Est
Il Cantone di Manosque-Sud-Est è una divisione amministrativa dell'arrondissement di Forcalquier.
A seguito della riforma approvata con decreto del 24 febbraio 2014, che ha avuto attuazione dopo le elezioni dipartimentali del 2015, la divisione in cantoni della città di Manosque è stata ridisegnata mentre gli altri due comuni sono stati accorpati al Cantone di Manosque-3.

## Composizione
Comprende parte della città di Manosque e 2 comuni:
- Corbières.
- Sainte-Tulle